# Керамический бронежилет
Бронежилеты с керамическими пластинами используются в различных структурах — в инкассациях, частных охранных предприятиях, а также в различных силовых ведомствах.

## История
В СССР первый армейский бронежилет 6Б1 был сделан еще в 1957 году, но в серийное производство он так и не был запущен. Развернуть его массовое производство планировали только в случае большой войны.
Когда началась война в Афганистане, вопрос о сверхпрочных бронежилетах приобрел совершенное другое звучание и значение. Весь запас 6Б1 был сразу передан в действующую 40-ю армию. Однако для условий гор этот бронежилет оказался слишком тяжелым. Было принято решение разработать новое средство защиты, которое обладало бы меньшим весом — этими работами занимались специалисты московского НИИ Стали. Так появились новые армейские бронежилеты «6Б2» и «6Б3». В тот же период Борису Балашову и его коллегам поручили срочно возобновить работу над сверхпрочным бронежилетом, основное направление работы — повышение защитных характеристик.
В 1970 Борис Балашов вместе с товарищами инженерами подпольно получили изрешеченный пулями бронежилет английского производства из Вьетнама. Стали разбирать его «по косточкам» и нашли массу недостатков. Это был прессованный из карбида кремния не самый хороший бронежилет.
Карбид кремния заменили на карбид бора. Курирующему заместителю министра обороны В. М. Шабанову дали указание проверить с медицинской точки зрения, как карбид бора в порошке будет влиять на самочувствие людей, если попадет в кровь. И он дал команду в Ленинградскую медицинскую академию изучить этот вопрос. Дали положительную оценку, что карбид бора вреда не приносит.
— Мы делали бронежилет из керамических элементов, которые обматывались СВМДЖ-1, пропитанной эпоксидной смолой. Во время испытаний нашли оптимальную толщину, удобную для боя. Весил броник восемь килограммов. Его преимущество было в том, что пуля застревала в бронежилете, а не разбрызгивалась во все стороны, калеча солдат. Наш бронежилет оказался более безопасный и прочный, хотя и стоил чуть дороже аналогов. До массового производства мы изготавливали жилеты у себя в мастерской и в отделе, куда работники приносили свои швейные машинки. Такими бронежилетами снабжались офицеры высокого ранга перед отправкой в Афганистан.
Когда об изобретении узнал Калашников, то сначала даже не поверил, что пулю из его автомата бронежилет держит с расстояния восьми метров и приехал проверить это лично.
В 1989 году за разработку бронежилета Борис Геннадиевич и его команда получили Премию Совета Министров СССР.